# Profundidad (Misiones)
Profundidad is een plaats in het Argentijnse bestuurlijke gebied Candelaria in de provincie Misiones. De plaats telt 497 inwoners.